# Хлопавка (фільм, 1920)
Хлопавка (англ. The Flapper) — американська кінокомедія режисера Алана Кросленда 1920 року.

## Сюжет
16-річна Женев'єва зростає в нудному містечку Орандж Спрінгс, в штаті Флорида. Через її хлоп'ячу поведінку і прагнення до бурхливого життя, батько вирішує відправити дочку в школу-інтернат для благородних дівиць місіс Педдлз.

## У ролях
- Олів Томас — Женев'єва Кінг
- Теодор Вестман молодший — Білл Форбс
- Вільям П. Карлтон — Річард Ченнінг
- Кетерін Джонстон — Гортензія
- Артур Хаусман — Том Морран
- Луїза Ліндрот — Ельміна Баттонс
- Марсія Гарріс — місіс Паддлс
- Чарльз Крейг — преподобний Кашіл
- Боббі Коннеллі — Кінг молодший
- Моріс Стюарт — школяр